# Lalli (personaggio leggendario)

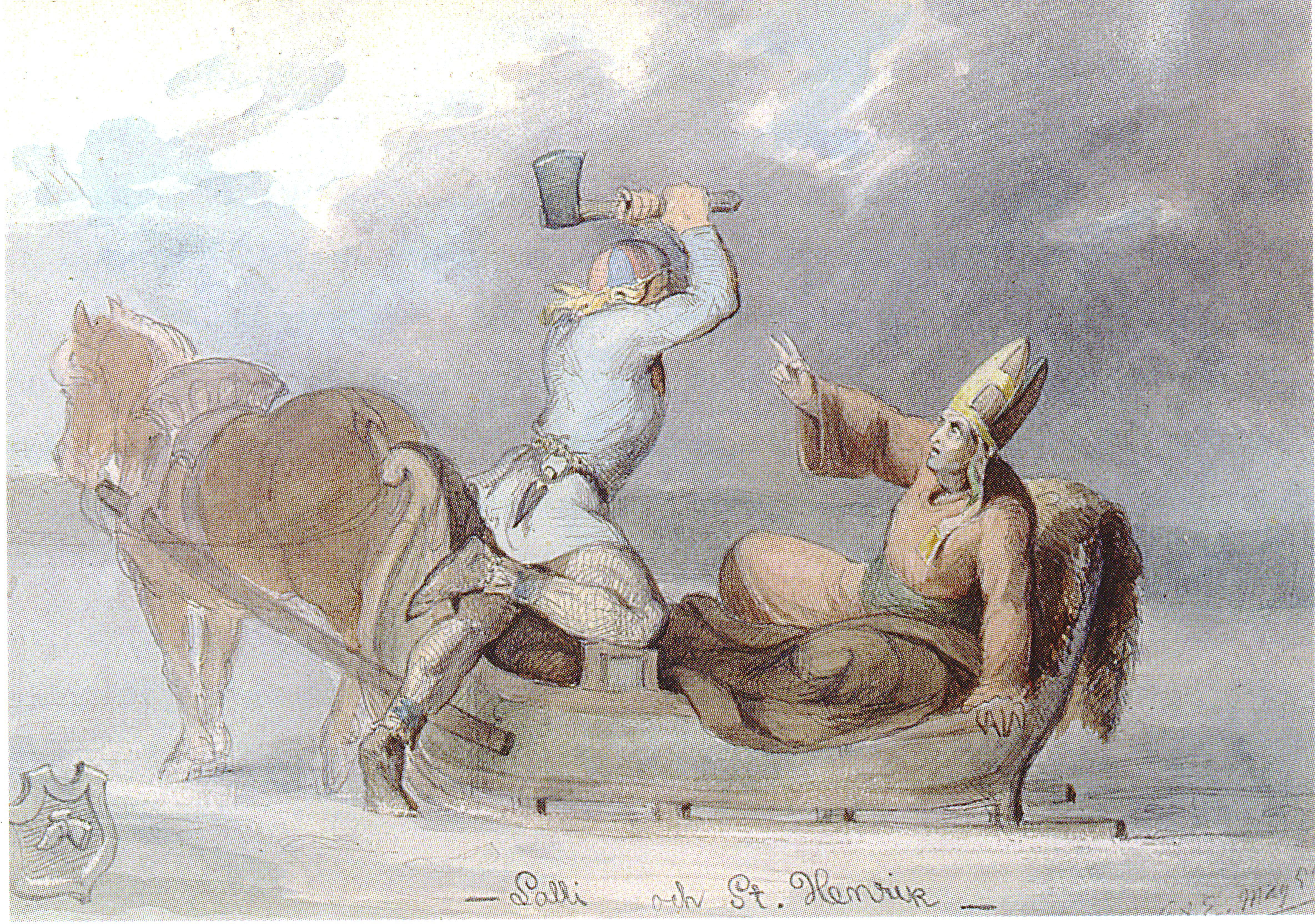
L'omicidio del vescovo Enrico di Uppsala in un dipinto di C.A. Ekman.

Lalli (anche Laurentius, Lauri o Lalloi) era un contadino finlandese, probabilmente leggendario, considerato l'assassino del vescovo Enrico di Uppsala sul ghiaccio del lago Köyliönjärvi nei pressi di Köyliö in Finlandia, il 20 gennaio 1156.

## La leggenda
Secondo la leggenda, Lalli tornò a casa e la moglie Kerttu gli disse che il vescovo aveva fatto loro visita ma se ne era andato senza pagare per il cibo, le bevande e il foraggio consumati. Questo fece arrabbiare Lalli che lo inseguì e gli tagliò la testa con un'ascia.
Gli uomini che scortavano Enrico fuggirono nei boschi. Lalli tolse il cappello del vescovo dalla testa mozzata e tagliò una delle dita per impossessarsi di un anello. La leggenda narra che il cappello si attaccò alla testa di Lalli e gli fece perdere i capelli quando tentò di toglierlo. Anche il dito si staccò quando tentò di togliere l'anello. I resti del corpo del vescovo vennero raccolti e trasportati con dei buoi. Nel luogo dove i buoi si fermarono venne costruita la prima chiesa della Finlandia.
Quasi niente si sa  Lalli ad eccezione della sua azione raccontata dalle leggende cristiane, in base alla quale è stato considerato come un simbolo del tradimento. Secondo i pagani invece era stato considerato un eroe in quanto riflesse la battaglia fra le antiche credenze finniche e il Cristianesimo.